# Guillaume de Lucques
Guillaume de Lucques (en latin Wilhelmus Lucensis, en italien Guglielmo da Lucca) est un philosophe scolastique et théologien italien qui a enseigné à Bologne dans le troisième tiers du XIIe siècle, né à Lucques au début du XIIe siècle, et mort à Bologne le 1er août 1178.

## Biographie
L'introduction au Comentum in tertiam Ierarchiam Dionisii que est de Divinis Nominibus rédigée par Ferruccio Gastaldelli donne les éléments qu'il a pu recueillir à Bologne, en particulier son épitaphe se trouvant à Saint-Pierre de Bologne : Hic Gullielmus erat Lucencis origine dictus - Sacre doctrine titulis et honore magistri donnant la date de sa mort, 1er août 1178. L'obituaire de Santa Maria de Reno de Bologne indique Obiit magister Wilielmus ... canonicus Lucencis. Dans les documents qu'il a trouvé à Lucques, il y a plusieurs Guillaume, dont un évêque de Lucques élu en 1170 et mort en 1194, mais celui qui pourrait être notre personnage est cité en 1135 comme canonicus et presbyter.
Il a dû être élève de l'école cathédrale de Lucques avec un maître, probablement Odon de Lucques, évêque de Lucques de 1138 à 1146, qui a été important dans l'enseignement théologique et auteur de la Summa Sententiarum, et a probablement dirigé l'école auparavant.
Il a écrit un commentaire du De Divinis nominibus du Pseudo-Denys l'Aréopagite dont il ne reste qu'une partie dans le manuscrit conservé à la bibliothèque de la ville de Troyes. Il a utilisé la traduction de Jean Scot Érigène dans son premier livre et celle d'Hilduin dans la seconde partie conservée. Il y combine les idées de Gilbert de la Porrée avec celles de Jean Scot Érigène. Ferrucio Gastaldelli le considère comme « le connaisseur le plus complet de Denys l’Aréopagite entre l’époque de Jean Scot l’Érigène et la grande scolastique du XIIIe siècle.
Il semble avoir connu personnellement l'abbesse Hildegarde de Bingen dont il rapporte avec admiration un exorcisme. Il donne une explication du titre Scivias : « Liber autem Hildegardis abbatissae sancti Roberti in Pinwa [...] ille inquam intitulatur [S]civias, id est Sciens Vite Vias ».
Ferruccio Gastaldelli signale le manuscrit 614 du fonds de la Bibliothèque capitulaire de Lucques qualifié de liber elementarius, donné par un magister Guillelmus  qui est devenu évêque de Lucques, probablement celui cité entre 1170 et 1194. Ce liber elementarius comprend le lexique de Pappias et trois traités de grammaire, dialectique et rhétorique. Ce livre correspond assez bien à l'enseignement des artes dans une école cathédrale. Pierre Abélard y est cité dans la Summa dialetice artis. Ferruccio Gastaldelli attribue à Guillaume de Lucques la Summa dialectice artis.

## Traités
Dans l'introduction du Comentum in tertiam Ierarchiam Dionisii que est de Divinis Nominibus, Ferruccio Gastaldelli remarque qu'il a une bonne connaissance en grammaire et logique et qu'il connaît les grands auteurs, citant le Timée, le Praedicamenta et le Peri Hermeneias de l'Organon d'Aristote, Virgile, Macrobe. Son maître préféré est Boèce qu'il désigne magnus ille philosophus, sophorum maximus, sancus Boecius. Il commente l'œuvre du Pseudo-Denys en se servant de citations tirées des opuscules théologiques de Boèce, en particulier le De Trinitate, les œuvres de logique et la Consolation de Philosophie. Il utilise le mot théologie dans le sens de Boèce - connaissance qui a pour objet Dieu et les intellectibles - plutôt que dans le sens du Pseudo-Denys - discours sur Dieu. Il déclare que les théologiens sont les adeptes de la vraie philosophie qui est bien supérieure à celle des logiciens. La philosophie des sophistes n'a qu'une sagesse apparente et n'est que vains discours. Il cite Jean Scot Érigène, le poème Luline sidero et De Divisione, sans le nommer, connaît les doctrines d'Abélard qu'il expose et réfute. Il se sert des Sentences, de Pierre Lombard et du commentaire de Gilbert de la Porrée sur le De Trinitate.

## Manuscrits
- Comentum in tertiam Ierarchiam Dionisii que est de Divinis Nominibus, manuscrit de l'abbaye de Clairvaux déposé à la bibliothèque de la ville de Troyes no 1003, datant de la fin du XIIe ou du début du XIIIe siècle.
- Commentaire du De ecclesia hierarchia, manuscrit disparu, cité dans le prologue du Comentum in tertiam Ierarchiam Dionisii que est de Divinis Nominibus, disparu.

## Éditions
- Wilhelmus Lucensis, Comentum in tertiam Ierarchiam Dionisii que est de Divinis Nominibus, édition et introduction de Ferruccio Gastaldelli, Leo S. Olschki editore (Corpus philosophorum Medii Aevi. Testi e Studi, 3), Florence, 1983, compte-rendu par Marie-Thérèse d'Alveny, dans Cahiers de Civilisation Médiévale, avril-septembre 1985, 28e année, no 110-111, p. 258-261